# Sabor
Sabor je jednokomorový parlament Chorvatské republiky. Je nositelem zákonodárné moci v Chorvatsku. Má 151 členů, kteří jsou voleni na čtyři roky na základě přímého, všeobecného a rovného hlasovacího práva a tajným hlasováním. Volební systém je poměrný. 140 členů parlamentu je voleno ve vícemandátových volebních obvodech. Další tři křesla jsou vyhrazena pro chorvatskou diasporu, národnostním menšinám v Chorvatsku je vyhrazeno osm míst. V čele Saboru stojí předseda volený z řad jeho členů, kterému pomáhá alespoň jeden místopředseda (obvykle čtyři nebo pět). 
Parlament sídlí v Saborském paláci (Saborska palača) v Záhřebu, který byl k jeho zasedání prvně užit roku 1737.

## Role a pravomoci
Pravomoci Saboru jsou definovány ústavou: definuje ekonomické, právní a politické vztahy v Chorvatsku, zachovává a využívá jeho dědictví, uzavírá mezinárodní smlouvy, má právo rozmístit chorvatské ozbrojené síly v zahraničí, může omezit některá ústavní práva a svobody v době války, v případech hrozící války nebo po přírodních katastrofách. Může měnit hranice Chorvatska nebo ústavu, přijímá zákony, schvaluje státní rozpočet, vyhlašuje válku a rozhoduje o zastavení bojů, přijímá parlamentní usnesení a nařízení, přijímá dlouhodobé národní bezpečnostní a obranné strategie, provádí civilní dohled nad ozbrojenými silami a bezpečnostními složkami, vyhlašuje referenda, provádí volby a jmenování v souladu s ústavou a platnou legislativou, dohlíží na činnost vlády (může jí vyslovit důvěru nebo nedůvěru) a dalších státních služeb či uděluje amnestii na trestné činy.
Většina usnesení je přijímána prostou většinou, s výjimkou těch pro které ústava stanoví vyšší kvórum (dvoutřetinové). 

## Historie
První Sabor se sešel v Záhřebu 19. dubna 1273, byť se ho zúčastnili jen zástupci Slavonie. První Sabor Chorvatského království zasedal roku 1351. Zasedání konané v roce 1527 v Cetinje potvrdilo přijetí rodu Habsburků za chorvatské panovníky. Poté se Sabor stal pravidelným stavovským sněmem. Roku 1712 schválil vlastní Pragmatickou sankci, kterou přijal Marii Terezii za svou královnu a potvrdil dědičnost koruny pro její potomky. Po Chorvatsko-uherském vyrovnání (1868) rozhodoval v jemu vyhrazených věcech vnitřní politiky Chorvatsko-slavonského království (např. mu byla odpovědna zemská vláda v čele s bánem). Od poloviny 19. století se Sabor pravidelně scházel a jeho členové byli pravidelně voleni. Dne 29. října 1918 Sabor znovu uplatnil svou suverenitu a rozhodl o nezávislosti na Rakousku-Uhersku a vytvoření Státu Slovinců, Chorvatů a Srbů, který se následně spojil se Srbskem do Království Srbů, Chorvatů a Slovinců (od roku 1929 království Jugoslávie). 
Meziválečná Jugoslávie byla unitárním státem, který se od roku 1929 dělil na devět bánovin, úmyslně vytvořených bez ohledu na etnické hranice. Rostoucí nespokojenost Chorvatů se srbskou dominancí ve státě vedla 24. srpna 1939 k uzavření Dohody Cvetković–Maček, která poskytla Chorvatům vlastní samosprávu. Spojením dosavadní Sávské bánoviny a Přímořské bánoviny, k nimž byly připojeny Chorvaty obývané okresy z Dunajské, Drinské a Zetské bánoviny, tak vznikla nová Chorvatská bánovina. Sněm chorvatské bánoviny nebyl do napadení Jugoslávie zvolen. Znovu byl svolán jako shromáždění Státní antifašistické rady pro národní osvobození Chorvatska (ZAVNOH) v roce 1943. Jako ústavodárný byl navolen v listopadových volbách roku 1945, ovšem ty nebyly již plně pluralitní, konaly se v rámci komunistického státu, jenž omezoval stranickou soutěž. Dle ústavy z roku 1947 byl Sabor svazové republiky Chorvatsko jednokomorový. Po změně ústavy v roce 1953 pak dvoukomorový, od roku 1963 dokonce pětikomorový. Dle ústavy z roku 1974 pak tříkomorový. 
První skutečně pluralitní volby do Saboru se konaly až v roce 1990, podle ústavy přijaté toho roku. Dle ní byl Sabor dvoukomorový, skládal se z Poslanecké sněmovny (Zastupnički dom) a Župní sněmovny (Županijski dom). Roku 2001 byla v rámci ústavních změn druhá komora zrušena a první sněmovna se změnila na jednokomorový Sabor.